# Polo Aledo
Leopoldo González Aledo, más conocido como «Polo» Aledo (Madrid, 13 de diciembre de 1956-San Antonio de los Baños, 30 de septiembre de 2009), fue un ingeniero de sonido español, ganador de un Goya al mejor sonido.

## Biografía
Fue precursor junto a su hermano Iván en buscar referencias más allá de la mesa de montaje, con ideas impulsivas. Su primer trabajo importante fue como asistente de sonido en la serie de televisión Santa Teresa de Jesús (1984) y asistente de montaje de El juego más divertido de Emilio Martínez Lázaro. En 1994 fue galardonado con el Goya al mejor sonido por su trabajo en Los peores años de nuestra vida con Gilles Ortion, José Antonio Bermúdez y Carlos Garrido. Volvería a ser candidato al Goya al mejor sonido en 2001 por Lucía y el sexo, en 2004 por Incautos, en 2005 por Princesas y en 2007 por Siete mesas de billar francés. Murió en Cuba de un infarto cuando estaba dando un curso de sonido en la escuela de cinematografía en San Antonio de los Baños.

## Filmografía
- Los peores años de nuestra vida (de Fernando Colomo, 1994)
- Tierra (de Julio Medem, 1996)
- Familia (de Fernando León de Aranoa, 1996)
- Carreteras secundarias (de Emilio Martínez Lázaro, 1997)
- Los amantes del Círculo Polar (de Julio Medem, 1998)
- Barrio (de Fernando León de Aranoa, 1998)
- A los que aman (de Isabel Coixet, 1998)
- El corazón del guerrero (de Daniel Monzón, 2000)
- La voz de su amo (de Emilio Martínez Lázaro, 2001)
- Lucía y el sexo (de Julio Medem, 2001)
- Intacto (de Juan Carlos Fresnadillo, 2001)
- Los lunes al sol (de Fernando León de Aranoa, 2002)
- Princesas (de Fernando León de Aranoa, 2005)
- El método (de Marcelo Piñeyro, 2006)
- Cándida (de Guillermo Fesser, 2006)
- Caótica Ana (de Julio Medem, 2007)
- Siete mesas de billar francés (de Gracia Querejeta, 2007)
- La familia Mata (serie, 2007-2009)
- Marisol (minisèrie, 2009)
- Habitación en Roma (de Julio Medem, 2010)
- Amador (de Fernando León de Aranoa, 2010)